# Oblik kasus
Oblik kasus (lat. obliquus casus, også afhængighedsfald, fællesfald) er en kasus der står i modsætning til nominativ. 
Udtrykket kan fx bruges til at beskrive en sproglig udvikling, hvor der tidligere har været særlige former i akkusativ og dativ, men hvor én form nu har overtaget begges funktioner. Som eksempel på sidstnævnte kan anføres bøjningen af pronomenet du på dansk med den ikke-nominative form dig overfor tysk, hvor du har de tilsvarende former dich (akkusativ) og dir (dativ), hvilket reflekterer et tidligere fælles sprogstadie.

## Tysk
På tysk betegnes fællesfald som Akkudativ eller Objektfall (objektfald), når der er tale om, at der som i plattysk og nederlandsk ikke skelnes med akkusativ og dativ.[kilde mangler]

## Dansk
Begrebet oblik bruges af Erik Hansen og Lars Heltoft i Grammatik over det Danske Sprog.:36 
På dansk er det kun pronomener der har oblikke former: jeg/mig, du/dig, De/Dem, han/ham, hun/hende, vi/os, I/jer og de/dem. Valget mellem nominativ og oblik på dansk sker ikke efter universelle grammatiske regler der kan overføres fra andre sprog. Den oblikke form bruges fx som prædikat (Det er mig) og under visse omstændigheder som subjekt (Ham der står derovre, er min bror).
Dialekter kan have former, der afviger fra rigsdanske normer. Citatet »og ikke ødelægge det for vi andre« er fra en nordjysk dialekt.[kilde mangler] På rigsdansk hedder det: »og ikke ødelægge det for os andre«, for forholdsordet »for« kan typisk ikke tage nominativ på rigsdansk.